# Alessandro Strozzi (vescovo di Volterra)
Alessandro Strozzi (Firenze, 1516 – Firenze, 4 aprile 1568) è stato un vescovo cattolico italiano.

## Biografia
Nacque a Firenze, sede metropolitana, nel 1516, da Matteo e Maddalena Salviati.
Laureato in utroque iure allo Studio fiorentino nel 1536, ben presto divenne canonico della cattedrale di Santa Maria del Fiore, mentre dal 1542 fu vicario capitolare. Inoltre nel 1528 era stato nominato arcidiacono della cattedrale di Pisa e più tardi di quella di Pistoia.
Cosimo I de' Medici lo scelse nel gennaio 1537 come inviato a Roma per ottenere l’appoggio di papa Paolo III alla restaurazione del Ducato di Firenze. Terminò quest'incarico nel giugno 1537.
Il 3 aprile 1566 papa Pio V lo nominò vescovo di Volterra, ricevendo la consacrazione episcopale il 28 aprile successivo nella chiesa di San Vincenzo d'Annalena a Firenze dalle mani del vescovo Matteo Concini, già vescovo di Cortona, co-consacranti i vescovi Alfonso Tornabuoni, già vescovo di Sansepolcro, e Ludovico Ardinghelli, vescovo di Fossombrone. L'8 settembre dello stesso anno prese possesso della diocesi.
Morì a Firenze nel 1568 e fu sepolto nella basilica di Santa Maria Novella.

## Genealogia episcopale
La genealogia episcopale è:
- Vescovo Matteo Concini
- Vescovo Alessandro Strozzi